# إلمر سي. نيتشكه
إلمر سي. نيتشكه هو سياسي أمريكي، ولد في 20 مايو 1911، وتوفي في 1 أغسطس 1982. نشط حزبياً في الحزب الجمهوري. وقد انتخب عضو جمعية ولاية ويسكونسن ‏.